# أدب بورتوريكو
أدب بورتوريكو هي الأعمال الأدبية الخاصة بجزيرة بورتوريكو، وهي أعمال مكتوبة باللغة الإسبانية في المقام الأول، وذلك كنتيجة للإستعمار الإسباني الذي استمر لمدة 4 قرون. مع أن بورتوريكو لا تزال تعيش تحت الحكم الاستعماري الأمريكي لأكثر من 100 سنة، حافظ البورتوريكيين على اللغة الإسبانية كلغة أساسية لهم. لكن يمكن أيضا تضمين الأدب الذي كتبه البورتوريكيين الذين يعيشون خارج الجزيرة، لا سيما في الولايات المتحدة، سواء كان مكتوب بالأسبانية أو بالسبانجلش أو بالإنجليزية.

## تاريخ الأدب

### القرن التاسع عشر
- خلال عطلة الأعياد لعام 1843 تم نشر أول أجينالدو بورتوريكو، و«الأجينالدو» يعني مكافأة عيد الميلاد وهو تقليد أوربي كان شائعاً في تلك الفترة. يُوقع عنوان الكتاب من لم يقرأه في خطأ بسهولة، حيث من الممكن أن يُفكر أنه عبارة عن مجموعة أو مختارات من الأجينالدو ويفهم من ذلك أنها أغاني دينية خاصة بعيد الميلاد. ولكن في الحقيقة هو عبارة عن سلسلة من المقالات الشعرية والنثرية والتي لا تمُت بصلة إلى عيد الميلاد، وقام بكتابتها البورتوريكيون من أمثال فرانسيسكو باسترانا، وكارلوس كابريرا، ومارتين خ. ترابيسو، وبنيثيه أجوايو، وماثيو كابايلهون، واليخاندرينا بينيتيث، وكاتب مجهول يُلقب م.ا. وكُتاب شبه الجزيرة اجناثيو جواسب، وخوان مانويل إتشاباريا، وإدواردو غونثاليث بيدروسو، وفرناندو رويج، وفرانسيسكو باسايو الأب.
- وفي عام 1844 ظهر الألبوم البورتوريكو، وهو عمل يتكون من مقالتين نثريتين و 49 مقالة شعرية لطلاب بورتريكين ولكن يعيشون في برشلونة بإسبانيا، ومنهم مانويل أ. ألونسو وسانتياجو بيدارتى. وأرادو هؤلاء أن يعربوا من خلال هذا العمل عن عاطفتهم وامتنانهم لظهور أجينالدو بورتوريكو، وحبهم للجزيرة والتأكيد على أنه بالفعل يُنمى أدب في بورتوريكو.
- وفي عام 1846 ظهر للنور، بفضل تقريباً جميع الكُتاب الذين تم ذكرهم من قبل، اجينالدو جديد في برشلونه ويُدعى كتاب أغاني بورنكين وهو مؤلف من 37 مقطوعة وقصيدة.
- ترجع أهمية تلك الأعمال السابق عرضها إلى أنها التي وضعت حجر الأساس لما نطلق عليه الأدب البورتوريكي والذي نرى أعظم بدايته مع كتاب الخيبارو لمانويل أ. الونسو المنشور في عام 1849. في عمله ألونسو يحاول تصوير العادات والتقاليد ببورتوريكو في ذروة عام 1849، كما وجه بعض انتقادات لها. ومن خلال العمل حاول أيضاً إنشاء مجتمع متعلم في عصر كان فيه أقلية فقط من يستطيعون القراءة والكتابة. وكان في ذلك الوقت أيضاٌ يُنظر إلى جزر الأنتيل على أنها «صحراء» وذلك لقلة إنتاجها الأدبي، فلم تكن تُعرف إلا بالتجارة أو أنها المكان الذي سيسعى إليه فقط للبحث عن الثروات. قدم ألونسو كتابه مقسماً إلى عدة مشاهد ويعرض كل منهم صوراً للتقاليد البورتوريكيه القديمة. شق الخيبارو الطريق نحو التقدم والحفاظ على الثقافة البورتوريكية من خلال مجتمع متعلم.
- ليس هناك شك أنه كان لبورتوريكو أدب سابق على هذا ولكنه كان للتأريخ بشكل أساسي. فيمكن القول أن أدب بورتوريكو كما تم تسميته على هذا النحو قد بدأ في القرن التاسع عشر والذي روج له أعمال مختلف الشعراء والكتاب والروائيين. ويعد الكاتب المسرحي اليخاندرو تابيا ريفيرا واحد من أهم الكُتاب لهذه المرحلة الأفتتاحية للأدب، ومروج للثقافة البورتوريكيه، ورائداً للدراسات عن تاريخ الدراما والرواية والمقال، وتميز بأعماله الأدبية الرومانسية. ومن أعماله؛ لا بالما ديل كاثيك، كوفريسي أو باسكو نونيث دى بلبوا. وهناك كاتب آخر مهم من القرن التاسع عشر في بورتوريكو وهو خوسيه جوتيير بينيتيث وهو شاعر تابع لتيار الرومانسية. ألف قصائد مثل مثل «بورتوريكو، الغياب والعودة» أو «أغنية إلى بورتوريكو».
- يستحق أيضا أن يكون من بين مؤسسي الأدب البورتوريكي أوجينيو ماريا دي أوستوس، مؤلف الأعمال الفلسفية والسياسية مثل «حِج بيُوان»، واطروحته في علم الاجتماع، ومقال «روميو وجولييت أو انتقاد هاملت». ويعد واحداً من أكثر الشخصيات اللامعة والهامة في بورتوريكو وأمريكا اللاتينية خلال فترة حروب الاستقلال الأمريكية الإسبانية.
- في أواخر القرن التاسع عشر ظهر كُتاب مثل خوسيه دي دييغو، الداعي إلى تيار الحداثة والقائد السياسي، وهو واحد من أفضل شعراء بورتوريكو، ومدافع عن الثقافة واللغة الإسبانية. ألف أعمال مثل " الأخت آنا"، و"خوبيوس"، و "بوماروساس"، و "اناشيد وتمرد"، و"إلى لورا"، وأغاني بيتيرى" و"أوراق وزهور".

### القرن العشرين والحادي والعشرين
بين أبرز الكتاب في الأدب البورتوريكي للقرن العشرين والحادي والعشرين، انطونيو س. بدريرا، ورينيه ماركيث، وخوسيه لويس غونزاليث، ولويس سانشيث رافائيل، وروساريو فرييه، وادجاردو رودريجيث خوليا، ولويس لوبيث نيبيث، ومايرا سانتوس فيبريس.

#### الشعر
من دون شك أنه من بين الشعراء الأكثر تأثيرا في القرن العشرين، خوليا دي بورغوس، وكلارا لاير، ولويس باليس ماتوس، وخوان انطونيو كوريتخير وفرانسيسكو ماتوس باولي.
وتميزت مجموعة جواخانا أيضاً بمستوى عالً من الشعر. ولاحقاً ظهر جيل الثمانين في جامعة بورتوريكو في ريو بيدراس والذي يُعد من أبرز المجموعات في الأدب البورتوريكي المعاصر. وتتميز هذه المجموعة بأحتوائها على أصوات فريدة من نوعها، وبوضعها للمسات فنية سريالية، وبالنقد الاجتماعي وبحرصها على الكتابة نفسها. ويظهر أهم كتاب هذا الجيل أسفل القائمة وتم إبرازهم بسبب عدد الكتب المنشورة لهم، والجوائز الوطنية والدولية وترجمات كتبهم إلى لغات أخرى.

#### كتاب الشتات
هناك العديد من كُتاب الشتات الذين يكتبون عن قضايا مستلهمة من بورتوريكو والحنين لوطن أجدادهم. ومن الأمثلة على ذلك الكاتبة جيانينا براستشي، التي نشرت شعر ورواية. كتبت أعمال براستشي بالإسبانية وبالسبانجلش وبالأنجليزية، وهو ما يعبر عن ثقافة الكثيرون من أصل لاتيني ممن هاجروا إلى الولايات المتحدة، وبذلك تستكشف خيارات بورتوريكو السياسة كأمة، ومستعمرة، ودولة.ومع ذلك، هناك العديد من الاختلافات بين الكتابات الأدبية في الجزيرة وكتابات الشتات.ويظهر ذلك في الأسبانية، اللغة، واستخدامها، بشأن القضايا والشواغل الاجتماعية وانتقاد السياسات والواقع المحيط والتي صورت في المظاهر الاجتماعية والأنثروبولوجية والفلسفية. يُقربنا القول المأثور للكاتب الإسباني أورتيجا جاسيت إلى هذه الاختلافات الواضحة.
| أدب بورتوريكو | أنا نفسي وأنا الظروف فإذ لم تكن لما كنت أنا موجود . | أدب بورتوريكو |

وقد وثق نقاد أدبيين هامين مثل إفراين باراداس، خوان فلوريس واسيلا رودريجيث دى لاجونا المساهمات الأدبية في لكتاب الشتات البورتوريكويين.